# Hiroyuki Itsuki
Hiroyuki Itsuki (japanisch 五木 寛之, Itsuki Hiroyuki; * 30. September 1932 in der Präfektur Fukuoka als Hiroyuki Matsunobu (松延 寛之)) ist ein japanischer Schriftsteller. Er verfasste über 80 Romane, zahlreiche Essays und Schlagertexte. Vor allem in den 1960er- und 1970er-Jahren zählte Itsuki mit seinen Musik- und Reiseromanen zu den in der jungen Generation beliebtesten Schriftstellern Japans.

## Leben und Wirken
Hiroyuki Itsuki wuchs in Korea auf. Nach dem Zweiten Weltkrieg kam er mit seinen Eltern nach Japan und studierte ab 1947 russische Literatur an der Waseda-Universität. Nach einer Reise durch Nordeuropa und die Sowjetunion debütierte er 1966 als Schriftsteller mit dem Roman Saraba Mosukuwa gurentai (さらばモスクワ愚連隊) – "Lebt wohl, Moskauer Gangster". Der Roman handelt von einem japanischen Jazz-Pianist, der mit einem Moskauer Jugendlichen nicht zurechtkommt, der Jazz-Trompete spielen möchte. Für seinen zweiten Roman Aozameta uma o miyo (蒼ざめた馬を見よ) – "Sieh, das fahle Pferd" erhielt er im gleichen Jahr den Naoki-Preis.
Es folgten weitere Werke wie die Serie Seishun no mon (青春の門) – "Tor der Jugend" 1970 bis 2016, Sofia no Aki (ソフィアの秋) – "Sophia im Herbst" 1969, Hittorā no isan (ヒットラーの遺産) – "Hitlers Vermächtnis" 1969, Yunikōn no tabi (ユニコーンの旅) – "Reise des Einhorns" 1971, Merusedesu no densetsu (メルセデスの伝説) – „Die Mercedes-Legende“ 1985, 旅の終りに (Tabi no owari ni) – „Am Ende der Reise“.
Anfang der 1980er-Jahre begann sich Itsuki stark für den Buddhismus zu interessieren, insbesondere für die Jōdo-Shinshū-Schule. 2010 erhielt er für Shinran, einen Roman über den Begründer dieser Schule, den Mainichi-Kulturpreis.

## Übersetzungen (Auswahl)
Königreich des Windes (Originaltitel: Kaze no okoku). Roman. Aus dem Japanischen von Isolde Kiefer-Ikeda. Angkor Verlag 2015. ISBN 978-3-936018-88-2.